# Марі-Гаяне Мікаелян
Марі-Гаяне Мікаелян (нар. 3 березня 1984) — колишня швейцарська тенісистка.
Найвищу одиночну позицію світового рейтингу — 33 місце досягла 27 січня 2003 року.
Здобула 1 одиночний титул.
Найвищим досягненням на турнірах Великого шолома було 2 коло в одиночному розряді.
Завершила кар'єру 2010 року.

## Фінали турнірів WTA

### Одиночний розряд: 4 (1–3)
| Легенда           |
| ----------------- |
| Tier I (0–0)      |
| Tier II (0–0)     |
| Tier III (0–2)    |
| Tier IV & V (1–1) |

| Результат | W/L | Дата     | Турнір                    | Покриття   | Суперниця     | Рахунок       |
| --------- | --- | -------- | ------------------------- | ---------- | ------------- | ------------- |
| Поразка   | 0–1 | Сер 2001 | Базель, Швейцарія         | Ґрунт      | Адріана Герші | 4–6, 1–6      |
| Перемога  | 1–1 | Чер 2002 | Tashkent Open, Узбекистан | Тверде     | Тетяна Пучек  | 6–4, 6–4      |
| Поразка   | 1–2 | Вер 2002 | Tournoi de Québec, Канада | Тверде (i) | Олена Бовіна  | 3–6, 4–6      |
| Поразка   | 1–3 | Січ 2003 | Gold Coast, Австралія     | Тверде     | Наталі Деші   | 3–6, 6–3, 3–6 |

## Фінали ITF
| турніри $100,000 |
| турніри $75,000  |
| турніри $50,000  |
| турніри $25,000  |
| турніри $10,000  |

### Одиночний розряд (1–2)
| Результат | Ранг | Дата              | Турнір                     | Покриття   | Суперниця         | Рахунок       |
| --------- | ---- | ----------------- | -------------------------- | ---------- | ----------------- | ------------- |
| Перемога  | 1.   | 20 червня 1999    | ITF Ленцергайде, Швейцарія | Ґрунт      | Зузі Лорманн      | 6–3, 6–4      |
| Поразка   | 2.   | 17 жовтня 1999    | ITF Пуатьє, Франція        | Тверде (i) | Квета Пешке       | 6–4, 4–6, 2–6 |
| Поразка   | 3.   | 28 листопада 2004 | ITF Пуатьє, Франція        | Килим (i)  | Анастасія Якімова | 5–7, 2–6      |